# 勇敢號驅逐艦 (H16)
58°39′N 01°40′W / 58.650°N 1.667°W
勇敢號驅逐艦（HMS Daring H16）是一艘英國皇家海軍建造的驅逐艦，為D級驅逐艦的3號艦。她是英軍第五艘以勇敢（Daring）為名的軍艦。
勇敢號在1931年於南安普敦約翰·I·桑尼克羅夫特公司開始建造，在1932年下水服役。起初勇敢號被派往地中海執勤，在1934年調到遠東的中國艦隊。第二次世界大戰爆發前夕，勇敢號被調回新加坡，並在大戰爆發後派到紅海及地中海，護航商船。1940年初勇敢號返國維修後，轉而到北海護航商船。2月18日，勇敢號被奧托·克瑞奇米爾指揮的U-23號潛艇擊沉，全艦共有157人身亡，只有15人生還，其中5人被英國軍艦救走。